# Morella esculenta
Espèce
Synonymes
- Myrica esculenta Buch.-Ham. ex D. Don[2]
- Myrica esculenta Buch.-Ham.[3]

Morella esculenta est une espèce de plantes de la famille des Myricacées vivant en Asie du Sud.

## Répartition
Cette espèce est présente en Inde, au Népal, au Bhoutan et en Birmanie.

## Utilisations

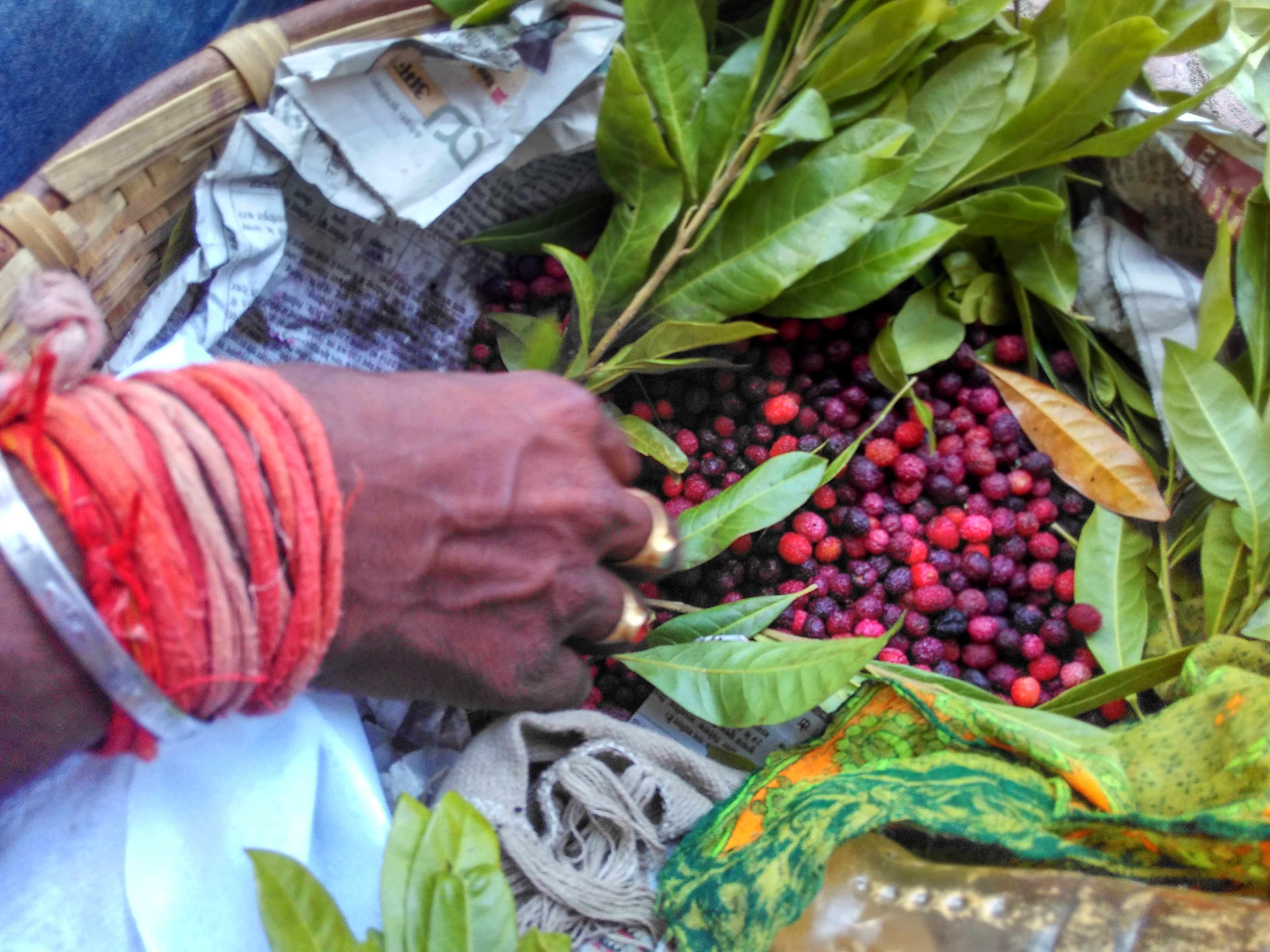

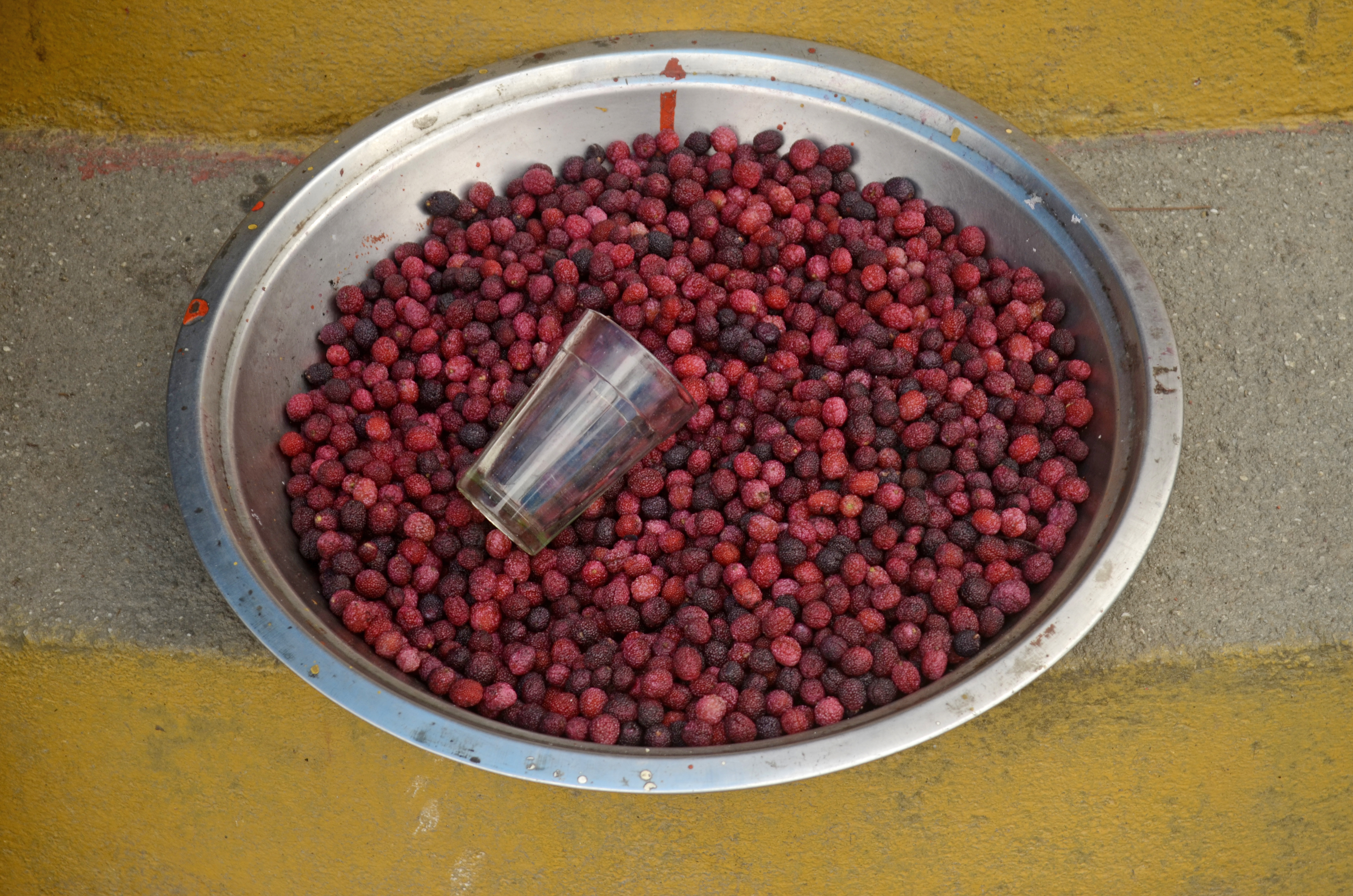

Cette plante a de nombreux usages, ses fruits sont comestibles, l'écorce est utilisée pour faire des teintures et la sève est utilisée pour faire du savon et des bougies. On prête également des vertus médicinales à l'écorce de cette plante qui est utilisée pour soigner la fièvre, la diarrhée, l'asthme et les caries.